# Покровский, Виктор Леонидович
Ви́ктор Леони́дович Покро́вский (14 [26] сентября 1889, Нижегородская губерния — 8 ноября 1922, Кюстендил, Болгария) — генерал-лейтенант. Участник Первой Мировой  и гражданской войн. Первопоходник. В 1919 году — командующий Кавказской армией, преемник на этом посту генерала барона П. Н. Врангеля.
Имел чины полковника (24 января 1918) и генерал-майора (1 марта 1918) — два последних присвоены решением Кубанской Рады. 4 апреля 1919 приказом Главнокомандующего ВСЮР произведён в генерал-лейтенанты.

## Биография
Сын надворного советника. Уроженец Нижегородской губернии.
Окончил Одесский кадетский корпус (1906) и Павловское военное училище (1909), откуда выпущен был подпоручиком в 10-й гренадерский Малороссийский полк. Произведен в поручики 15 декабря 1912 года. В 1914 году окончил Офицерскую школу авиации в Севастополе.
По окончании школы авиации был назначен в 21-й корпусной авиационный отряд, в составе которого и вступил в Первую мировую войну, временно исправлял должность командира отряда. В 1915 году был лётчиком-наблюдателем во 2-м Сибирском корпусном авиационном отряде. Вместе с корнетом Плонским был удостоен ордена Св. Георгия 4-й степени
За то, что 15-го [ст. ст.] июля 1915 года, производя разведку на аэроплане и увидя издали австрийский аэроплан, догнали его и, поднявшись над ним, начали обстреливать из маузеров, постепенно прижимая его к земле. Неприятельский аэроплан пытался ускользнуть, но неудачно, и после непродолжительной перестрелки опустился на землю. В свою очередь наши летчики опустились рядом с неприятельскими, после чего с маузерами в руках бросились на австрийцев, которых и взяли в плен в числе двух человек вместе с совершенно новым аппаратом в 120 сил типа «Авиатик», с полным оборудованием.
26 декабря 1915 года назначен командиром 12-го армейского авиационного отряда, в каковой должности состоял до марта 1917 года. Произведен в штабс-капитаны 28 октября 1916 года «за выслугу лет».

### Гражданская война
В Белом движении с начала 1918 г.
В апреле — июне 1918 — командующий войсками Кубанского края, в июне — августе 1918 — командир 1-й Кубанской бригады. В августе 1918 — январе 1919 — командир 1-й Кубанской конной дивизии, с 3 января 1919 — командующий 1-м Кубанским корпусом. С июля 1919 — командующий группой войск Кавказской армии под Царицыным, захватил Камышин на Волге. Назначен начальником тыла Кавказской армии (октябрь — ноябрь 1919). С 26 ноября 1919 по 21 января 1920 — командующий Кавказской армией.

### 1918 год
По поручению Кубанской Рады сформировал добровольческий отряд (Кубанскую армию) численностью 3000 бойцов, в январе — марте 1918. Первый же немногочисленный отряд Покровского (около 300 солдат-казаков) в боях с красными частями нанёс (21-23 января 1918) им жестокое поражение под Энемом, у станицы Георгие-Афипской. 3 февраля 1918 возвратился в Екатеринодар, который вскоре, 13 марта (28 февраля) 1918 г., вынужден был оставить под давлением значительно превосходящих красных войск Сорокина, которому город в результате достался без боя.
14 марта 1918 г. Кубанской Радой Покровский назначен командующим Кубанской армией и произведён в полковники, а уже 27 (13) марта — в генерал-майоры. Не удивительно поэтому, что вожди Добровольческой армии искоса посматривали на «мгновенного» генерала Покровского. А. И. Деникин дал ему следующую характеристику:

Покровский был молод, малого чина и военного стажа и никому неизвестен. Но проявлял кипучую энергию, был смел, жесток, властолюбив и не очень считался с «моральными предрассудками». … Как бы то ни было, он сделал то, чего не сумели сделать более солидные и чиновные люди: собрал отряд, который один только представлял собой фактическую силу, способную бороться и бить большевиков.

После встречи с Добровольческой армией генерала Корнилова 27 марта 1918 в районе станицы Рязанской (аул Шенджий) Кубанская армия вошла составной частью (3 000 бойцов) в Добровольческую армию (2 700 чел., из которых 700 — раненых), и по обоюдному согласию общее командование этими силами было возложено на генерала Корнилова.
После объединения Добровольческой и Кубанской армий Покровский принимал участие в апреле 1918 года в штурме Екатеринодара, после неудачи которого с кубанскими частями отошёл на Дон.
Во главе войск Кубанского края совместно с Добровольческой армией выступил во 2-й Кубанский поход, завершившийся 16-го августа взятием Екатеринодара.
Принимал участие летом 1918 года в преследовании группы Ковтюха, отходившей с Таманского полуострова на соединение с армией Сорокина (отступление известно как поход Таманской армии). Потерпел поражение при обороне станицы Белореченская. Затем участвовал в боях под Ставрополем и в районе Минеральных Вод. 21—22 сентября 1918 года в Майкопе по его приказанию были осуществлены массовые казни.

### 1919 год
Возглавив в начале января 1919 года 1-й Кубанский корпус, в ходе наступления Добровольческой армии на Сев. Кавказе нанёс 11-й армии красных ряд тяжёлых поражений и взял города Нальчик, Владикавказ, Грозный, Кизляр.
Весной-летом его корпус принял участие в разгроме 10-й армии красных и взятии Царицына. Во исполнении Московской директивы Деникина на основе 1-го Кубанского корпуса была создана группа войск Кавказской армии под ком. Покровского для наступления на Саратов. Несмотря на численное превосходство красных войска Покровского продвинулись вдоль Волги далеко на север и взяли г. Камышин, выйдя на подступы к Саратову. Однако из-за недостатка сил и средств дальнейшее наступление было прекращено.
9 сентября 1919 заболел и сдал 1-й Кубанский корпус генералу Писареву. После выздоровления назначен начальником тыла Кавказской армии (октябрь — ноябрь 1919).
Осенью Кубанская рада начала активную агитацию среди казаков против Добровольческой армии и за независимость Кубани. Чтоб предотвратить начинающееся разложение в кубанских войсках руководством ВСЮР было принято решение Раду распустить, а её руководство придать военно-полевому суду.
Генерал Покровский по приказу генерала Врангеля непосредственно руководил разгоном обвинённой в сепаратизме Кубанской казачьей рады, один из руководителей которой, священник Алексей Кулабухов, был повешен «за измену России и кубанскому казачеству» по приговору военно-полевого суда. С тех пор у Покровского и Врангеля началась открытая неприязнь с кубанскими казаками, выливавшаяся в газеты, публицистику и мемуары взаимными обвинениями и претензиями.
С 26 ноября 1919 по 21 января 1920 — командующий Кавказской армией, сменил генерала Врангеля, который так характеризовал В. Л. Покровского:

Незаурядного ума, выдающейся энергии, огромной силы воли и большого честолюбия, он в то же время был мало разборчив в средствах, склонен к авантюре.

### 1920 год
После отступления ВСЮР на Кубань кубанские части Кавказской армии под влиянием поражений и сепаратистской агитации депутатов Рады стали быстро разлагаться. Деникин принял решение снять Покровского с должности командующего Кавказской армии.
В Крыму «Препрославленные деникинские орлы, Покровский и Шкуро, получили чистую отставку. Второй из них подал было рапорт, прося разрешить ему формирование партизанского отряда. — „Время партизанщины прошло“, — положил резолюцию Врангель».

### В эмиграции
После снятия с постов и суда в Крыму над генералами Донской армии В. И. Сидориным и А. К. Кельчевским, и переформирования её частей, эмигрировал из Крыма в Болгарию в апреле 1920, не получив командной должности в Русской армии генерала Врангеля. С 1921 года жил в Варне, планировал организацию высадки на черноморском побережье Кубани вооружённых и политически подготовленных кадров из числа белых офицеров для организации антибольшевистской пропаганды, диверсий и терактов. Информация о создании белой военной организации попала в руки болгарской полиции (премьером Болгарии тогда был негативно относившийся к белому движению левый политик Александр Стамболийский), которая провела обыски и аресты, сорвав планы десанта. Покровский был вынужден бежать из Варны и перейти на нелегальное положение.
3 ноября 1922 года члены организации Покровского убили в Софии А. М. Агеева, казачьего деятеля и большевистского агента, работавшего на советские власти и агитировавшего казаков возвращаться в родные станицы. В рамках расследования этого убийства болгарские полицейские (совместно с советскими агентами) прибыли в город Кюстендил, где находился Покровский. При попытке ареста генерал оказал вооружённое сопротивление, был смертельно ранен штыком болгарским полицейским и вскоре умер.

## Награды
- Орден Святого Станислава 3-й ст. «за окончание в 1914 году Офицерской школы авиации отдела воздушного флота» (ВП 28.12.1914)
- Орден Святого Владимира 4-й ст. с мечами и бантом (ВП 6.06.1915)
- Орден Святого Георгия 4-й ст. (ВП 3.08.1915)
- Орден Святого Станислава 2-й ст. с мечами (ВП 19.08.1916)
- Орден Святой Анны 3-й ст. с мечами и бантом (Приказ по 12-й армии №178 от 20.02.1917)